# Hautbos
Hautbos é uma comuna francesa na região administrativa de Altos da França, no departamento de Oise. Estende-se por uma área de 4,3 km². Em 2010 a comuna tinha 196 habitantes (densidade: 45,6 hab./km²).